# Katja Georgi
Katja Georgi (* 28. August 1928 als Katja Heinitz in Lengenfeld unterm Stein; † 28. März 2022) war eine deutsche Filmregisseurin.

## Leben und Werk
Katja Georgi stammte aus einer künstlerischen Familie. Ihre Kindheit verbrachte sie auf Schloss Bischofstein, später zog die Familie nach Zeitz. Georgis Vater fiel im Zweiten Weltkrieg; die Mutter starb bei einem Autounfall. Die Waise legte das Abitur ab und besuchte anschließend eine Dolmetscherschule in Leipzig. 1949 begann sie ein Studium an der Kunstschule Burg Giebichenstein und lernte dort Töpferei. Hier traf sie auch auf ihren späteren Ehemann Klaus Georgi.
Werke von Hans Fischerkoesen und Hermína Týrlová führten Georgi zum Animationsfilm. Ab 1953 war sie Gast der Grafiker-Gruppe „Wir Fünf“ um Klaus Georgi, Otto Sacher, Helmut Barkowsky, Christl Wiemer und Hans-Ulrich Wiemer. Die Gruppe begann 1954 am DEFA-Studio für populärwissenschaftliche Filme zu arbeiten und produzierte u. a. den Zeichentrickfilm Die Geschichte vom Sparschweinchen bei dem Katja Georgi als Sprecherin mitwirkte. Ein Jahr später zählte die Gruppe zu den Gründungsmitgliedern des DEFA-Studios für Trickfilme in Dresden. Katja Georgi arbeitete zunächst an Szenarien mit. 1958 wurde der Film Blaue Mäuse gibt es nicht, der unter Regie von Klaus Georgi entstand, und für den Katja Georgi das Szenarium verfasste, zunächst nicht zugelassen und erst nach starken Kürzungen gezeigt.
Ab 1959 realisierte Katja Georgi eigene Animationsfilme als Regisseurin. Inspiriert fühlte sich die Regisseurin insbesondere von Jiří Trnka. Sie entwickelte sich zu einer Spezialistin im Bereich des Puppentrickfilms. Ihr erster Film auf diesem Gebiet wurde die Adaption des Hans-Christian-Andersen-Märchens Die Prinzessin auf der Erbse. Zahlreiche weitere Märchenverfilmungen folgten im Laufe ihrer Schaffenszeit. Darunter finden sich unter anderem der brasilianische Stoff Urwaldmärchen oder Das Myrtenfräulein nach Clemens Brentano. Katja Georgi drehte auch mehrere politische Animationsfilme. Dazu zählen Die Musici, der sich gegen das Spießbürgertum richtet, und die zusammen mit ihrem Mann realisierte Hitler-Satire Guten Tag, Herr H. Ein großer internationaler Erfolg wurde das gemeinschaftliche Filmprojekt der Georgis mit Fjodor Chitruk und Wadim Kurtschewski Ein junger Mann namens Engels – Ein Porträt in Briefen, das sich mit Friedrich Engels befasst. Nach einem Szenarium des tschechischen Autors Jiří Brdečka entstand 1981 Feuer des Faust, den die Regisseurin als ihren wichtigsten Film betrachtet.
1989 reisten Klaus und Katja Georgi aus der DDR aus, kehrten aber nach der Wiedervereinigung wieder zurück. Eigene Filme realisierte Katja Georgi nach der Abwicklung des Dresdener Trickfilmstudios 1990/92 nicht mehr.

## Filmografie (Auswahl)
- 1958: Blaue Mäuse gibt es nicht (Buch)
- 1959: Vom mutigen Hans
- 1959: Die Prinzessin auf der Erbse
- 1962: Zündhölzer
- 1963: Die Musici
- 1965: Guten Tag, Herr H.
- 1967: Dornröschen
- 1970: Ein junger Mann namens Engels – Ein Porträt in Briefen
- 1976: Die Schöne und das Tier, 25min, Puppenfilm nach Die Schöne und das Biest
- 1977: Urwaldmärchen
- 1979: Der Fluss
- 1981: Feuer des Faust
- 1983: Heinrich Heine: Es ist eine alte Geschichte
- 1983: Es waren einmal drei Schwestern...
- 1987: Dornröschen war ein schönes Kind
- 1988: Das Myrtenfräulein

## Auszeichnungen (Auswahl)
- 1963: Internationale Leipziger Dokumentar- und Kurzfilmwoche: Bronzene Taube für Die Musici
- 1970: Internationale Leipziger Dokumentar- und Kurzfilmwoche: Goldene Taube und Ehrendiplom für Ein junger Mann namens Engels – Ein Porträt in Briefen
- 1972: Viennale: Ehrendiplom für Ein junger Mann namens Engels – Ein Porträt in Briefen
- 1982: Ottawa International Animation Festival: 2. Preis in der Kategorie Kinderfilm für Feuer des Faust